# 関東方言
関東方言（かんとうほうげん）は関東地方で使われている日本語の方言の総称。関東弁（かんとうべん）とも呼ばれる。

## 概要
関東地方の方言は西関東方言と東関東方言に大別するのが通例である。文法において両者は「ベー」を用いるなど共通点は多いが、音韻、アクセントは大きく異なる。西関東方言は東京式アクセントで東海東山方言や共通語に近いのに対して、東関東方言は無アクセントで中舌母音があるなど、東北方言（南奥羽方言）と連続している。「関東方言」を定義したのは方言学者の東条操だが、都竹通年雄や奥村三雄の区画では関東方言にあたるものはなく、東関東方言は東北方言（南奥羽方言）の中に入れられている。中心都市である東京の方言で関東方言を代表させることがあるが、実際には東京方言は西日本方言的な要素を強く持つなど、周囲の伝統的な関東方言と比較すると特殊な方言である（言語島）。
現代の関東地方の若年層では、旧来の方言に代わり首都圏方言（共通語をベースにした新方言）が圧倒的優勢である。関東方言、特に首都圏方言と共通語を混同する例が一部で見られるが、関東方言と共通語はいずれも異なる言語学的概念である。

## 下位分類
- 東関東方言
  - 栃木弁 - 栃木県の方言。（足利市付近除く）
  - 茨城弁 - 茨城県の方言。
- 西関東方言
  - 千葉弁 - 千葉県の方言。房州弁、東総弁など。東関東方言に近い音声特徴も持つ。
  - 群馬弁 - 群馬県の方言。上州弁とも。
    - 足利弁 - 足利市周辺の方言。

  - 武州弁 - 旧武蔵国域の方言。
    - 埼玉弁 - 埼玉県の方言。東部は東関東方言に近い音声特徴も持つ。
      - 秩父弁 - 秩父地方の方言。

    - 多摩弁 - 東京都多摩地域の方言。

  - 神奈川県方言 - 神奈川県の方言。秦野弁、横浜弁、湘南弁など様々な方言があり、県全域でまとまった方言というものは存在しない。
    - 相州弁 - 旧相模国域の方言。

  - 郡内弁 - 山梨県郡内地方の方言。伝統的に西関東方言に含まれているが、山梨県国中地方の方言と同様に「…ずら、…ら」を用いるなど、ナヤシ方言の要素が見られる。
  - 伊豆方言 - 静岡県旧伊豆国域の方言。多くの学説ではナヤシ方言に含めるが、西関東方言に含める説[5]もある。「…べー」と「…ずら、…ら」を併用する点が郡内弁と共通している。
- 東京方言 - 定義は諸説あるが、多くは東京都区部の方言を指す。
  - 山の手言葉
  - 江戸言葉
- 首都圏方言　- 現在の東京周辺で最も広く話されている新方言。
- 北部伊豆諸島方言　-東京都伊豆諸島御蔵島以北で話される方言。東海東山方言に含むこともある。八丈方言は差異が大きいため独立に扱われる。